# Кипшидзе, Елена Васильевна
Елена Васильевна Кипшидзе (5 февраля 1925, Тифлис, Грузинская ССР, СССР — 1 августа 2004, Тбилиси) — советская и грузинская актриса театра и кино. Народная артистка Грузинской ССР (1974), кавалер ордена Чести (1999).

## Карьера
В 1948 году она окончила Государственный театральный институт имени Шота Руставели и стала актрисой Государственного драматического театра им. Котэ Марджанишвили.
В кино дебютировала в 1961 году.

## Личная жизнь
Была замужем за актёром Автандилом Верулеишвили (1918—1987). Сын — Зураб Кипшидзе.
Она умерла в 2004 году в возрасте 79 лет. Похоронена в пантеоне Дидуби.

## Фильмография
- 1961 — Добрые люди — эпизод
- 1963 — Куклы смеются — эпизод
- 1964 — Летние рассказы — женщина
- 1965 — Простите, вас ожидает смерть — Элеонора
- 1965 — То, что видел, больше не увидишь — гостья[3]
- 1965 — Пьер — сотрудник милиции — квартирантка
- 1965 — Я вижу солнце — Ксеня
- 1965 — Скоро придёт весна — эпизод
- 1972 — Чари-рама — Ксения
- 1973 — Тёплое осеннее солнце — соседка Эка
- 1976 — Иваника и Симоника — жена охотника
- 1976 — «Сто грамм» для храбрости — Лейла, жена Георгия
- 1984 — Великий поход за невестой — эпизод
- 1984 — Легенда о Сурамской крепости — эпизод
- 1986 — Дед Мороз — директор
- 1987 — Браво, Альбер Лолиш! — мать